# Samantha Maloney
Pour les articles homonymes, voir Maloney.
Samantha Maloney est une batteuse de rock américaine, née le 11 décembre 1975 à New York. Elle rejoint le groupe Hole en 1998 pour remplacer la batteuse Patty Schemel. Le groupe se dissout en 2002.
Elle a également joué avec le groupe Mötley Crüe le temps d'une tournée en 2000, pour remplacer Randy Castillo, gravement malade.
Elle assure également depuis 2005 bon nombre de concert pour les Eagles of Death Metal, le projet de Jesse Hughes et Josh Homme, ce dernier étant souvent retenu par les Queens of the Stone Age.
Elle devient en 2010 la manager du groupe de hard rock féminin Cherri Bomb.